# Günter Herburger
Günter Herburger (* 6. April 1932 in Isny im Allgäu; † 3. Mai 2018 in Berlin) war ein deutscher Schriftsteller.

## Leben
Günter Herburger war der Sohn eines Tierarztes. Von 1945 bis 1950 besuchte er die Urspringschule in Schelklingen. Anschließend begann er, an der Universität München Sanskrit, Philosophie und Theaterwissenschaft zu studieren. Dieses Studium brach Herburger 1954 ab und begab sich auf Reisen. Er lebte zeitweise auf Ibiza, in Madrid und Oran und hielt sich mit Gelegenheitsarbeiten über Wasser. In Paris hatte er Kontakt zu dem Autor Joseph Breitbach.
1956 war er aus gesundheitlichen Gründen gezwungen, nach München zurückzukehren. Er arbeitete an seinem ersten Roman.
Nachdem er in München seine erste Frau, Brunhilde Braatz, geheiratet hatte, zog das Paar gemeinsam quer durch Europa. 1957 trennten sie sich, und Herburger ging zurück nach Isny im Allgäu.
Er bemühte sich um eine Anstellung beim Süddeutschen Rundfunk in Stuttgart und arbeitete ein Jahr lang an der Produktion von Livesendungen und Dokumentarfilmen mit. Während dieser Zeit gelang es Herburger durch Vermittlung Helmut Heißenbüttels, Kontakte zu anderen Schriftstellern zu knüpfen und erste Texte zu veröffentlichen. 1962 heiratete er die Schauspielerin Ingrid Mannstaedt, mit der er 1963 nach Celle ging. Das Schreiben wurde nunmehr zu seiner
Hauptbeschäftigung, und 1964 erschien sein erster Prosaband, der von der Kritik positiv aufgenommen wurde; daneben entstanden Hörspiele und Filmdrehbücher. Ab 1964 nahm Herburger an den Tagungen der Gruppe 47 teil.
1967 zog die Familie Herburger nach Berlin-Friedenau, wo der Autor rege Kontakte zu zahlreichen dort ansässigen Schriftstellerkollegen und zur beginnenden Studentenbewegung unterhielt.
1973 kehrte Herburger nach dem Scheitern seiner zweiten Ehe nach München zurück. Dort heiratete er Rosemarie Leitner und begann die Arbeit an der „Thuja-Trilogie“, einem Romanzyklus, der ihn bis in die 1990er Jahre beschäftigen sollte. Herburger engagierte sich politisch als Mitglied der Deutschen Kommunistischen Partei (DKP) und hielt sich zeitweise zu Studienzwecken in der DDR auf; später setzte bei ihm jedoch angesichts des dogmatischen Kurses der Partei eine gewisse Ernüchterung ein.
1973 gründete er in München auch gemeinsam mit Martin Gregor-Dellin, Michael Krüger, Paul Wühr, Christoph Buggert und Tankred Dorst die erste genossenschaftlich organisierte Autorenbuchhandlung.
1974, nach der Geburt einer behinderten Tochter, zog sich Herburger mehr und mehr aus dem Literaturbetrieb zurück, der ihn auch, ungeachtet zahlreicher ihm verliehener Preise, immer weniger zur Kenntnis nahm.
1975 veröffentlichte er das Gedicht „Zur Verbesserung des Feuilletons“, in dem er seine Ablehnung von Wolfram Siebeck und anderen Autoren ausdrückte. Siebeck antwortete in der Glosse „Mit deutscher Zunge“.
Ab 1983 entwickelte sich Herburger zum passionierten Läufer, der regelmäßig die Marathondistanz und längere Strecken absolvierte und über seine Erfahrungen mit diesem Extremsport in mehreren Büchern berichtet hat.
Herburger, der anfangs zu den von Dieter Wellershoff geförderten „Neuen Realisten“ zählte, wurde seit den Siebzigerjahren zum Urheber sozialistisch geprägter, fantasievoll-utopischer Welten und nahm in der deutschsprachigen Gegenwartsliteratur eine Außenseiterstellung ein. Er war Verfasser von Gedichten, Kinderbüchern, Hörspielen und Mitglied des PEN-Zentrums Deutschland.
Günter Herburger starb am 3. Mai 2018 im Alter von 86 Jahren in Berlin, zwei Wochen nach seiner Frau Rosemarie. Er wurde auf dem Städtischen Friedhof in Isny im Allgäu beigesetzt.

## Auszeichnungen und Ehrungen
- 1965: „Preis der Jungen Generation“, Literatur (Förderungspreis des Berliner Kunstpreises)
- 1967: Adolf-Grimme-Preis mit Gold und DAG-Fernsehpreis in Gold für das Drehbuch zu Der Beginn (zusammen mit Peter Lilienthal und Gérard Vandenberg)
- 1973: Bremer Literaturpreis
- 1979: Gerrit-Engelke-Preis (zusammen mit Günter Wallraff)
- 1991: Peter-Huchel-Preis
- 1991: Tukan-Preis
- 1992: Hans-Erich-Nossack-Preis
- 1997: Literaturpreis der Landeshauptstadt München
- 2008: Preis der SWR-Bestenliste für Der Kuss
- 2011: Von Autoren für Autoren
- 2011: Johann-Friedrich-von-Cotta-Literatur- und Übersetzerpreis der Landeshauptstadt Stuttgart

## Werke
- Eine gleichmäßige Landschaft. Erzählungen., Verlag Kiepenheuer & Witsch, Köln Berlin 1964.
- Ventile. Gedichte. Verlag Kiepenheuer & Witsch, Köln Berlin 1966.
- Die Messe. Roman. Luchterhand Literaturverlag, Neuwied Berlin 1969.
- Jesus in Osaka. Zukunftsroman. Luchterhand Literaturverlag, Neuwied Berlin 1970.
- Training. Gedichte. Luchterhand Literaturverlag, Neuwied Berlin 1970.
- Birne kann alles. 26 Abenteuergeschichten für Kinder. Luchterhand Literaturverlag, Neuwied Berlin 1971.
- Birne kann noch mehr. 26 Abenteuergeschichten für Kinder. Luchterhand Literaturverlag, Darmstadt Neuwied 1971.
- Die Eroberung der Zitadelle. Erzählungen. Luchterhand Literaturverlag, Darmstadt Neuwied 1972.
- Helmut in der Stadt Rowohlt Verlag, Reinbek bei Hamburg 1972.
- Die amerikanische Tochter. Gedichte, Aufsätze, Hörspiel, Erzählung, Film. Luchterhand Literaturverlag, Darmstadt Neuwied 1973.
- Operette. Gedichte Luchterhand Literaturverlag, Darmstadt Neuwied 1973.
- Schöner kochen. In 52 Arten, Verlag Eremiten-Presse, Düsseldorf 1974. (zusammen mit Birte Lena)
- Birne brennt durch. 26 Abenteuergeschichten für Kinder und Erwachsene. Luchterhand Literaturverlag, Darmstadt Neuwied 1975.
- Hauptlehrer Hofer. Ein Fall von Pfingsten. Zwei Erzählungen. Luchterhand Literaturverlag, Darmstadt Neuwied 1975.
- Ziele. Gedichte. Rowohlt Verlag, Reinbek bei Hamburg 1977.
- Flug ins Herz. Roman. Luchterhand Literaturverlag, Darmstadt Neuwied (Teil 1 der Thuja-Trilogie).
  - Band 1, 1977.
  - Band 2, 1977.
- Orchidee. Gedichte. Luchterhand Literaturverlag, Darmstadt Neuwied 1979.
- Die Augen der Kämpfer. Roman. Luchterhand Literaturverlag, Darmstadt Neuwied (Teil 2 der Thuja-Trilogie).
  - Band 1 Erste Reise, 1980.
  - Band 2 Zweite Reise, 1983.
- Blick aus dem Paradies. Thuja. Zwei Spiele eines Themas. Luchterhand Literaturverlag, Darmstadt Neuwied 1981.
- Makadam. Gedichte. Luchterhand Literaturverlag, Darmstadt Neuwied 1982.
- Das Flackern des Feuers im Land. Beschreibungen. Luchterhand Literaturverlag, Darmstadt Neuwied 1983.
- Capri. Die Geschichte eines Diebs. Luchterhand Literaturverlag, Darmstadt Neuwied 1984.
- Das Lager. Ausgewählte Gedichte 1966–1982., Luchterhand Literaturverlag, Darmstadt Neuwied 1984.
- Kinderreich Passmoré. Gedichte. Luchterhand Literaturverlag, Darmstadt Neuwied 1986.
- Kreuzwege. Oberschwäbische Verlags-Anstalt, Ravensburg 1988.
- Lauf und Wahn Luchterhand Literaturverlag, Darmstadt 1988.
- Das brennende Haus. Gedichte. Luchterhand Literaturverlag, Frankfurt am Main 1990.
- Lenau. Die Eroberung der Zitadelle. Zwei Erzählungen. Luchterhand Literaturverlag, Frankfurt am Main 1991.
- Thuja. Roman. Luchterhand Literaturverlag, Hamburg Zürich 1991 (Teil 3 der Thuja-Trilogie).
- Sturm und Stille. Gedichte. Luchterhand Literaturverlag, Hamburg 1993.
- Das Glück. Photonovellen. A1 Verlag, München 1994.
- Traum und Bahn, 1994
- Birne kehrt zurück. Neue Abenteuergeschichten. Luchterhand Literaturverlag, München 1996.
- Die Liebe. Photonovellen. A1 Verlag, München 1996.
- Im Gebirge. Gedichte. Luchterhand Literaturverlag, München 1998, ISBN 978-3-630-86996-4.
- Elsa. Roman. Luchterhand Literaturverlag, München 1999, ISBN 978-3-630-87028-1.
- Der Schrecken Süße. Mini-Photonovelle. A1 Verlag, München 1999, ISBN 978-3-927743-45-8.
- Humboldt. Reise-Novellen. A1 Verlag, München 2001, ISBN 978-3-927743-56-4.
- Eine fliegende Festung. Gedichte. A1 Verlag, München 2002, ISBN 978-3-927743-62-5.
- Schlaf und Strecke A1 Verlag, München 2004, ISBN 978-3-927743-74-8.
- Der Tod. Photonovellen. A1 Verlag, München 2006, ISBN 978-3-927743-85-4.
- Trilogie der Verschwendung. Das Glück, Die Liebe, Der Tod. Photonovellen. A1 Verlag, München 2006, ISBN 978-3-927743-86-1.
- Der Kuss. Gedichte. A1 Verlag, München 2008, ISBN 978-3-940666-02-4.
- Die Trilogie der Tatzen. Drei Essays von Günter Herburger und achtundvierzig Monotypien von Günther Förg. Snoeck Verlag, Köln 2008, ISBN 978-3-936859-77-5.
- Ein Loch in der Landschaft. Gedichte. A1 Verlag, München 2010, ISBN 978-3-940666-16-1.
- Haitata: kleine wilde Romane. A1 Verlag, München 2012, ISBN 978-3-940666-23-9.
- Wildnis, singend. Roman. Hanani Verlag, Berlin 2016, ISBN 978-3-944174-24-2.

### Übersetzung
- Édouard Dujardin: Geschnittener Lorbeer. Roman. Aus dem Französischen von Günter Herburger, Verlag Kiepenheuer & Witsch, Köln Berlin 1966.

### Drehbuch
- Termin 18:00 Uhr aus der TV-Serie Fernfahrer, Süddeutscher Rundfunk für die ARD, 17. Februar 1963[4]
- Der Beginn, 1967[5][6]
- Tätowierung (zusammen mit Johannes Schaaf), 1967
- Tag der offenen Tür (zusammen mit Peter Märthesheimer), WDR Köln, 1967
- Tanker, WDR Köln, 1970